# Reclametekst
Een reclametekst - in het jargon ook wel 'copy' genoemd - is een tekst die bedoeld is de lezer te enthousiasmeren voor een commercieel product of dienst. Een tekstschrijver die is gespecialiseerd in reclametekst wordt copywriter genoemd.
Een reclametekst kan zeer kort zijn (een slogan), kort (shortcopy) of wat langer (longcopy).